# Pseudotriphyllus colchicus
Pseudotriphyllus colchicus är en skalbaggsart som först beskrevs av Edmund Reitter 1876.  Pseudotriphyllus colchicus ingår i släktet Pseudotriphyllus och familjen vedsvampbaggar. Inga underarter finns listade i Catalogue of Life.